# Kody pseudoternarne
Kody pseudoternarne – rodzaj kodowania danych używane w transmisji danych. Charakteryzuje się trzema stanami sygnału kodowego, pomimo dwóch stanów sygnału informacyjnego. Dodatkowy stan może być używany m.in. do korekcji błędów, kontroli rozkładu mocy, czy po prostu zwiększenia szybkości przesyłu danych binarnych.
Przykładem jest kod HDB2, czy popularne w Ameryce północnej w XX wieku kody AMI: B6ZS oraz B3ZS.